# Kloster Welden
Das Kloster Welden ist ein ehemaliges Kloster der Terziarinnen der Franziskaner-Observanten in Welden in Bayern in der Diözese Augsburg. Seit 1931 bis voraussichtlich 2025 beherbergt es einen Konvent der Karmelitinnen.

## Geschichte

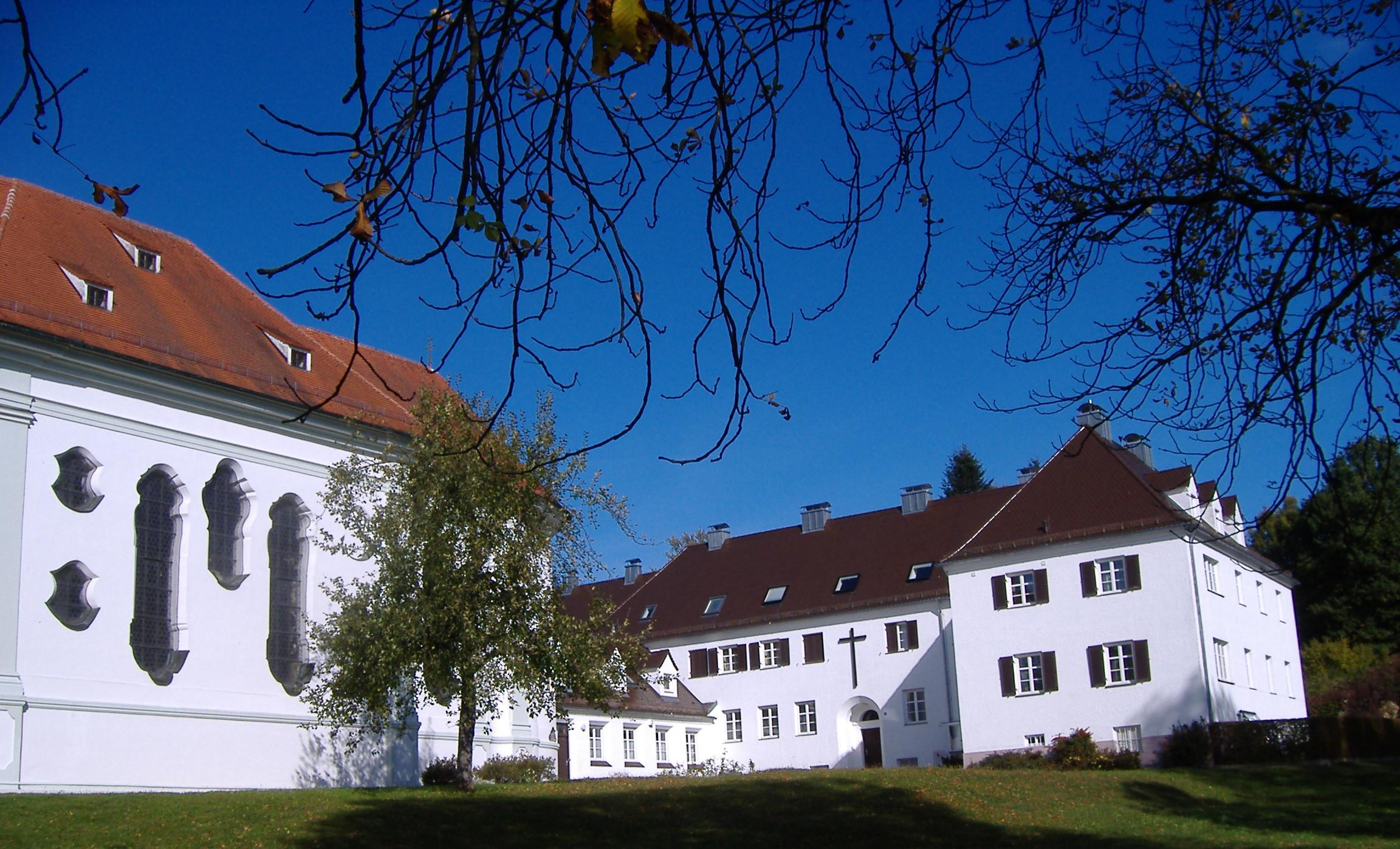
Das heutige Kloster Welden auf dem Theklaberg

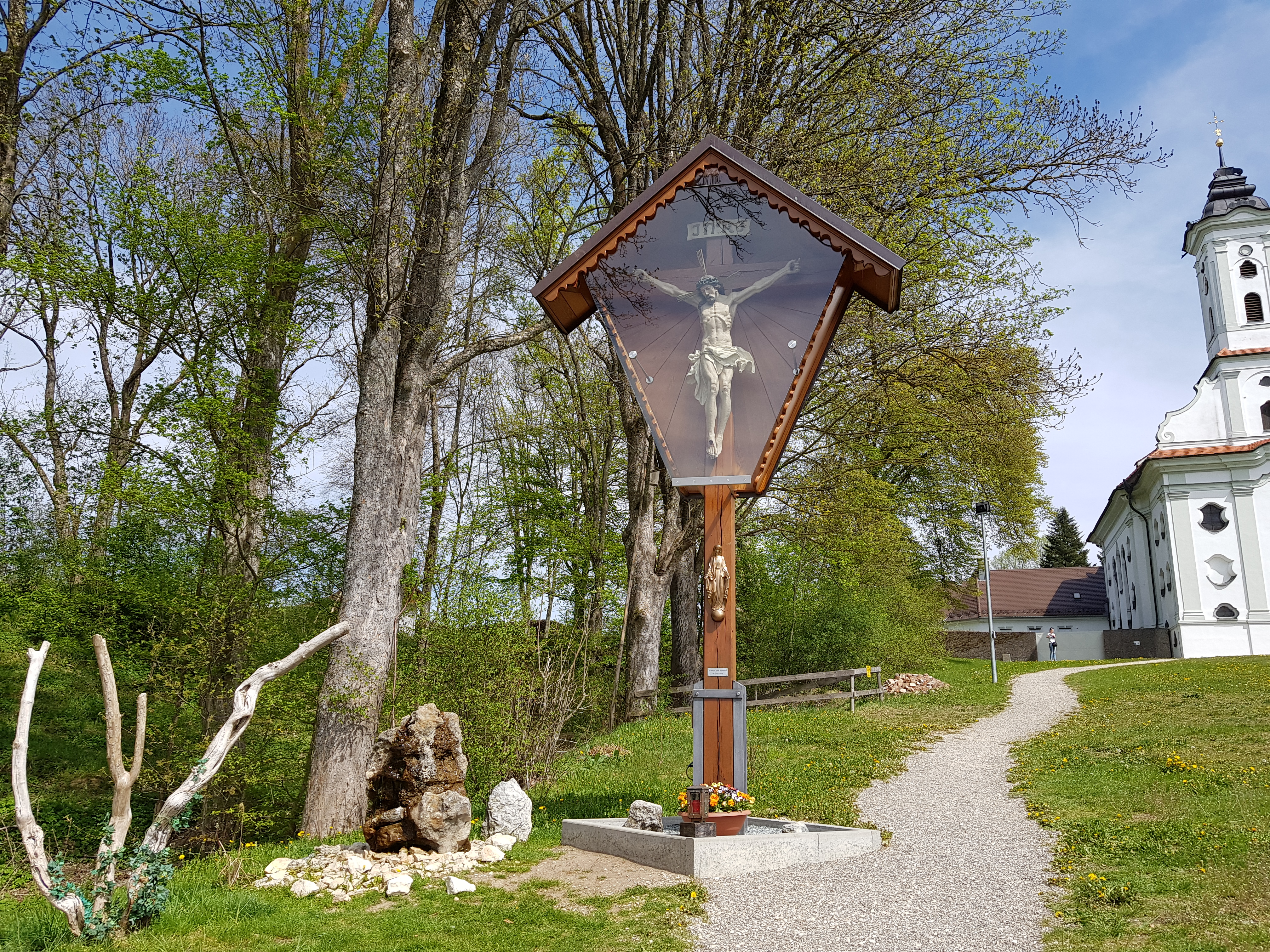
Kreuz vor dem Kloster

Das der heiligen Maria geweihte Kloster wurde 1571 durch Konrad von Welden gegründet. Die Terziarinnen des Franziskanerordens aus Weiler bei Blaubeuren waren im Jahr 1570 von dort vertrieben worden und wurden hier neu angesiedelt. 1632 wurde das Kloster von schwedischen Soldaten geplündert, die ersten Terziarinnen kehrten 1636 nach Welden zurück. Das damals in Vorderösterreich liegende Kloster wurde 1782 durch einen Erlass des Kaisers Joseph II. säkularisiert. Die Hauptgebäude sind verschwunden, zwei kleinere Gebäude blieben erhalten und werden als Privatwohnungen genutzt. Das Kloster lag direkt neben der Pfarrkirche in der Ortsmitte. Die Kirche diente gleichzeitig als Klosterkirche, zusätzlich entstand noch eine Kapelle auf dem Klosterareal.
Das heutige Karmelitinnenkloster auf dem Theklaberg wurde erst 1931 begründet, steht also mit dem ehemaligen Kloster in der Ortsmitte nicht in direktem Zusammenhang. Auch die Votivkirche St. Thekla wurde erst damals zur Klosterkirche umgewidmet. Die Karmelitinnen werden das Kloster 2025 wegen Nachwuchsmangels und des hohen Altersdurchschnitts der acht Schwestern aufgeben und in das Karmelitinnenkloster Himmelspforten in Würzburg-Zellerau umsiedeln.